# Sorokopen, Ovruci
Sorokopen (în ucraineană Сорокопень) este un sat în comuna Novi Velidnîkî din raionul Ovruci, regiunea Jîtomîr, Ucraina.

## Demografie
Componența lingvistică a localității Sorokopen
     Ucraineană (100%)
Conform recensământului din 2001, toată populația localității Sorokopen era vorbitoare de ucraineană (100%).